# Tratado de Lodi
El tratado o paz de Lodi fue un acuerdo de paz firmado en la ciudad lombarda de Lodi, a orillas del río Adda, el 9 de abril de 1454, que puso fin al enfrentamiento entre la república de Venecia y el ducado de Milán (guerras de Lombardía) y sus respectivos aliados que duraba desde principios del Quattrocento. El acuerdo supuso la restitución de Bergamo y Brescia a la república de Venecia; logró la estabilidad política en Italia y la sucesión de Francesco Sforza en el Ducado de Milán.
La relevancia histórica del tratado radica en que garantizó a los estados de la península itálica cuarenta años de paz estable, favoreciendo así el florecimiento artístico y literario del Renacimiento.

## El tratado de Lodi
Las guerras de Lombardía fueron una serie de conflictos entre un expansivo ducado de Milán, gobernado por Filippo Maria Visconti, la república de Venecia, y sus aliados respectivos. La caída de Constantinopla en 1453, hizo despertar el temor de una amenaza otomana sobre Italia, lo que propició un acuerdo entre Milán y Venecia el 9 de abril de 1454 en Tratado de Lodi. 
El tratado de Lodi estableció fronteras permanentes entre milaneses y venecianos en el norte de Italia, a lo largo del río Adda. Además, Francesco Sforza fue confirmado como el duque gobernante de Milán.

## La Liga itálica
El tratado de Lodi fue suscrito por Milán y sus aliados (Florencia, Mantua y Génova) y Venecia y los suyos (Nápoles, Saboya y Montferrato). 
El 30 de agosto de 1454, Venecia, Florencia y Milán accedieron a establecer una alianza para mantener el equilibrio de poder entre los Estados italianos. La Liga preveía una alianza militar defensiva durante 25 años, una cooperación militar en caso de guerra y prohibía acordar paces de forma separada.
El reino de Nápoles, los Estados Pontificios y las ciudades pequeñas se adhirieron a esta alianza. Y el papa Nicolás V proclamó el 2 de marzo de 1455 una Liga Itálica entre los distintos Estados italianos contra cualquier poder italiano o extranjero que desestabilizara el equilibrio de poder. No obstante ese equilibrio de poder afectaba a Venecia, Milán, Nápoles, Florencia y los Estados Pontificios, y se excluía las ambiciones de las ciudades-estado más pequeñas, como Génova.

## El sistema del equilibrio de poder
De esta manera, el tratado de Lodi permitió tanto a Milán como a Nápoles una paz definitiva con Florencia. Sobre este equilibrio de poder construyó Lorenzo de Médicis su perdurable política externa. El statu quo establecido en Lodi duró hasta 1494, cuando se produjo la invasión francesa encabezada por el rey Carlos VIII de Francia y se iniciaron las Guerras Italianas. 
Si bien el tratado de Lodi llevó a término el evitar la intervención extranjera en la península, no obstante el equilibrio de poder entre los principados italianos no significó la paz entre ellos. El equilibrio de poder supuso la creación de ligas de Estados para obtener apoyo mutuo, protección y alerta frente al expansionismo de otro Estado, lo que generó enfrentamientos periódicos. Florencia era el más débil militarmente de los grandes principados italianos y contaba con una larga frontera con los Estados Pontificios, lo que le generaba temor por las apetencias territoriales de los papas para sus sobrinos, por ello dependía de la alianza de Milán; y por su parte, Milán y Nápoles mantuvieron un temor por una intervención francesa.
En 1458, la familia Fregoso entregó el poder que entonces ejercían en la república de Génova a la protección del rey Carlos VII de Francia, frente a sus enemigos los Adorno, apoyados por el rey Alfonso de Nápoles, y el rey francés envió a Juan II de Lorena, hijo del desposeído rey napolitano Renato I de Nápoles. En esta coyuntura falleció el rey de Nápoles, y frente a las aspiraciones de la casa Valois-Anjou sobre Nápoles, desde su base y los recursos de Génova, se creó una alianza entre Nápoles, el papa y Milán, que frustró la intervención francesa en 1463, habiendo sido expulsados de Génova en 1461 por Milán.
A mediados de la década de 1460 se produjo un cambio generacional: en 1464 falleció Cosme de Médici y en 1466 Francisco Sforza. Los exiliados y enemigos de los Médici, contrataron al condotiero veneciano Bartolomeo Colleoni, y tuvieron el apoyo de Borso de Este, duque de Módena y Reggio, y de señores de Romaña como el de Pesaro o Forlì. Milán, Florencia y Nápoles reaccionaron formando una liga en Roma a comienzos de 1467, enfrentándose ambos bandos en la batalla indecisa de la Molinella; y por otro lado el duque Amadeo IX de Saboya había invadido territorios del marqués Guillermo VIII de Montferrato, aliado de Milán. El 2 de febrero de 1468, el papa Pablo II publicó la bula de pacificación de Italia, pero en octubre falleció Segismundo Malatesta, señor de Rímini, y su hijo bastardo Roberto tomó la ciudad asegurando su poder frente al papa Pablo II aliándose con Nápoles, Milán, Florencia, y el señor de Urbino, Federico da Montefeltro, temeroso de la ampliación del poder papal en los Estados pontificios, por su parte, el Papa se alió con Venecia (que estaba en guerra con los turcos) y se inició la guerra. En agosto de 1469, las tropas papales fueron definitivamente derrotadas, asegurando la posición de Malatesta, y pot otra parte los aliados Milán, Florencia y Nápoles renovaron su alianza en Nápoles en julio de 1470. Cuatro días después, el 12 de julio, cayó la isla veneciana de Negroponte ante los otomanos, el papa Pablo II, renovó el sistema de Lodi el 22 de diciembre, ante el temor de que las costas quedaran expuestas a los ataques turcos. Pero esta iniciativa produjo simplemente el pillaje de la costa anatólica.

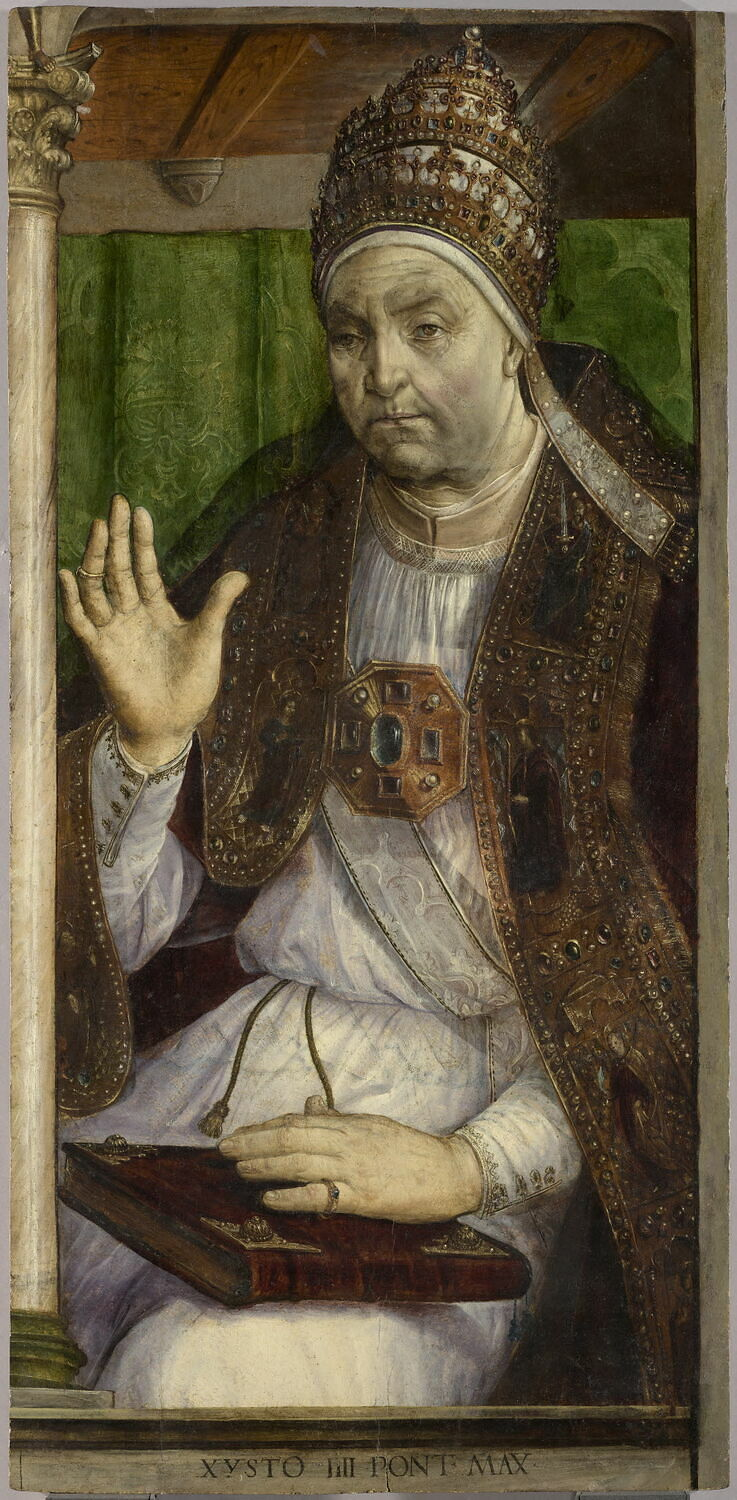
El papa Sixto IV, por Joos van Gent.

El papa Sixto IV (1471-1484) condujo su pontificado con el engrandecimiento de su familia, los Rovere, a los que además de beneficiar con honores otorgó territorios en Romaña, lo que fue visto como una amenaza por Florencia, que intervino para frenarle. El apoyo del papa a la fracasada conspiración de los Pazzi (1478) contra los Médici, con la subsiguiente ejecución del arzobispo de Pisa Francesco Salviati, fue la excusa para poner a Florencia bajo interdicto y emprender la guerra (1478-1480) con el apoyo de Nápoles y Siena, capitaneados por Alfonso de Calabria y Federico da Montefeltro, duque de Urbino; y Florencia por su parte, capitaneada por el duque Hércules de Ferrara, contaba además con la alianza de Venecia, del marqués de Federico Gonzaga de Mantua, y de las ciudades de Rímini y Bolonia, y la regencia del duque de Milán, sin embargo, el apoyo milanés a Florenca se vio neutralizado al entrar en liza a favor del papa, Génova (que se había sacudido de la tutela milanesa), los suizos y los tres tíos exiliados del duque Gian Galeazzo, Ludovico, Ottaviano y Ascanio. Ludovico Sforza apodado el Moro, entró en Milán (1479) y usurpó la regencia con el beneplácito del Papa; por otra parte, la guerra estaba siendo ruinosa a Florencia, y su líder, Lorenzo de Médici, logró hacer una paz separada con el rey Ferrante de Nápoles, aprovechando la baza de una posible intervención del rey Luis XI de Francia y del duque de Lorena, Renato de Anjou, en auxilio de Florencia contra Nápoles. Finalmente la guerra se dio terminada cuando ante el desembarco de los otomanos en Otranto (1480), el Papa Sixto IV aceptó la paz y se formó una liga entre los estados italianos formada por el Papa, el rey de Nápoles, el duque de Milán, y el de Ferrara, el marqués de Mantua, el de Montferrato, y las repúblicas de Florencia, Génova, Siena, Lucca y Bolonia, además de los reyes de Hungría, Aragón y Portugal. 

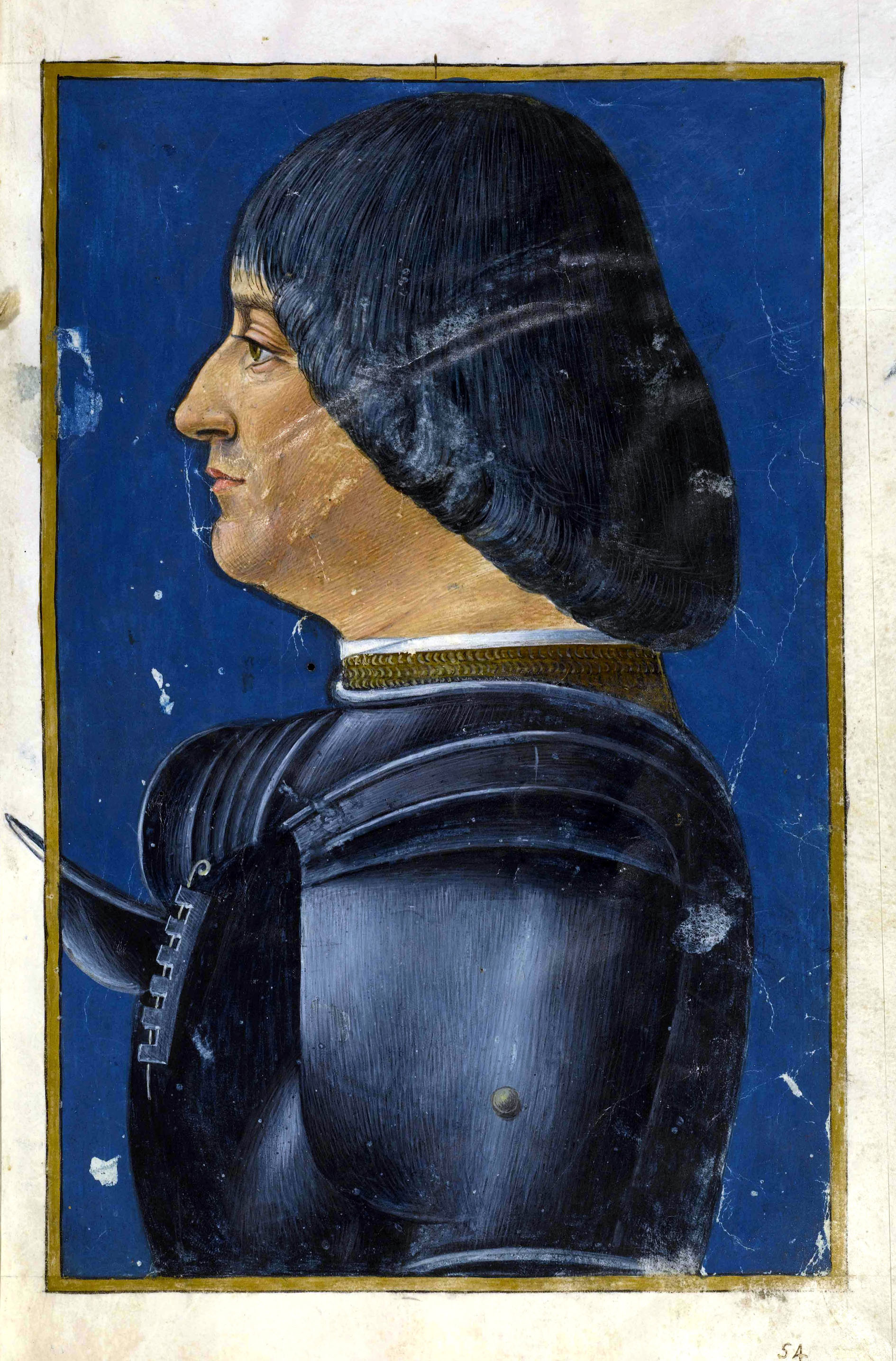
Ludovico Sforza, el Moro, por Giovanni Ambrogio de Predis.

Otranto capituló ante las fuerzas cristianas en 1481. Y libre de los turcos, el papa prosiguió el engrandecimiento de su familia para conseguir para su sobrino Girolamo Riario un principado en Romaña, y se alió con Venecia, para repartirse los territorios del duque Hércules de Ferrara. Venecia entró entonces en la dinámica política italiana tras haber firmado la paz con el sultán otomano en 1479, finalizando así una guerra de diciséis años (1463-1479), pero esto motivó otra alianza para impedirlo formada por Florencia, Milán, Nápoles, Mantua y Bolonia. Sin embargo, el papa cambió de bando para intentar obtener para su sobrino una mejor parte de Ferrara, pero los venecianos continuaron la guerra (1482-1484), hasta que sus enemigos pactaron la paz de Bagnolo (1484) sin conocimiento del papa, y en la que Venecia obtuvo ganancias territoriales en la región de Rovigo, días antes de la muerte del propio papa.

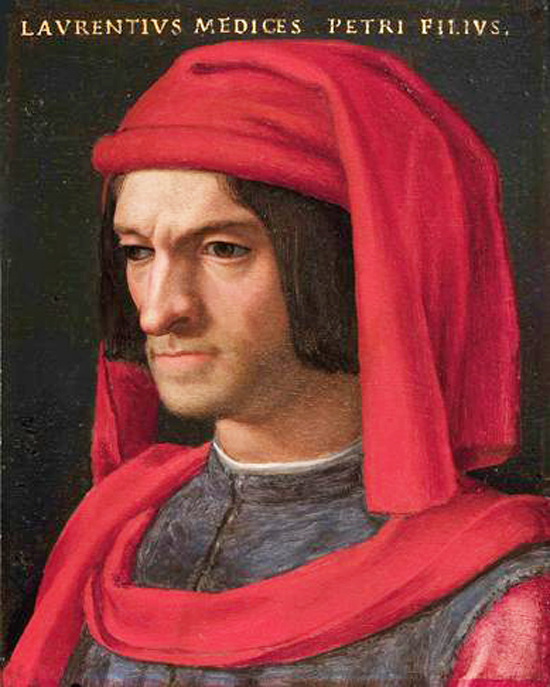
Lorenzo de Médici, retrato por Agnolo Bronzino, Galleria degli Uffizi, Florencia.

El nuevo papa Inocencio VIII tomó partido en la insurrección de los nobles napolitanos contra el rey Fernando, pero tanto Florencia como Milán temían  ver extendida la influencia temporal del papa en el sur de Italia. El desarrollo desfavorable al papa y la mediación de Lorenzo de Medici y de los Reyes Católicos llevaron a un paz con Nápoles en Roma (1486), y aunque finalizaron las hostilidades, las cláusulas fueron ignoradas por el rey napolitano. Lorenzo de Médici, ahora en amistad con el papa, tenía las manos libres para conquistar Sarzana a Génova, y Ludovico el Moro extendió su poder en el gobierno de Génova (1488). Desde entonces y hasta la muerte de Lorenzo de Medici en 1492, Italia disfrutó de algunos años de un pacífico equilibrio de poder, pero sus vecinos habían llevado a cabo procesos de fortalecimiento de la monarquía autoritaria, e Italia quedó rodeada por grandes potencias.